# 1988
1988 (MCMLXXXVIII) е високосна година, която започва в петък, според Григорианския календар.
1988 е годината изписвана с най-много римски цифри (11) през 20 век.

## Събития

### Януари
- 1 януари – СССР започва програма за икономическо преструктуриране (перестройка), чрез законодателни промени инициирани от премиера Михаил Горбачов (той има вече малък успех в тази насока от 1985 г.).
- 1 януари – Основана е Евангелистката Лутеранска църква в Америка.
- 8 януари – Дау Джоунс пада до 140.58 пункта или 6,85% и се приближава до 1.911.31, което е мини-криза.
- 13 януари – Президентът на Тайван Чанг-Чинг Кио загива в Тайпе. Вицепрезидента Лий Тенг Хуей става президент.
- 15 януари – В Йерусалим, през Златния купол има сблъсък между израелската полиция и палестински протестиращи; ранени са няколко полицая и поне 70 протестиращи.
- 18 януари – Самолетът при полет 4146 на „Чайна Саутуест Еърлайнс“ се разбива близо до летище „Чунцин Байшиуи“, Чунцин в Китай и убива всички 108 пътници и екипаж на борда.
- 26 януари – Ден на Австралия, Австралия празнува двестагодишнината от пристигането на първите заселници.

### Февруари
- 13 – 28 февруари – Провеждат се Зимните олимпийски игри в Калгари, Албърта, Канада.
- 17 февруари – избухва бомба пред Първа Национална Банка в Ошакати, Намибия; убити са 27 души, а 70 други са ранени.
- 29 февруари – Нацистки документ уличава Курт Валдхайм в депортации по време на Втората Световна Война.

### Март
- 7 март – По време на операция американските военновъздушни сили убиват трима невъоръжени членове на ИРА в Гибралтар.
- 8 март – 2 американски хеликоптера се блъскат в Кентъки. Загиват 17 души.
- 8 март – В САЩ кандидатът за президент Джордж Х. У. Буш побеждава Робърт Доу на първичните избори в почти цялата страна.
- 16 март – Иракски войски разпръскват отровен газ над Халабджа, Иран.
- 17 март – Самолетът при полет 410 на „Авианка“ се разбива в  Кукута и убива всички 143 души на борда.
- 24 март – Израелски съд осъжда Мордехай Вануну на 18 години затвор за разкриване на израелската ядрена програма на в. Съндей Таймс.
- 25 март – В Братислава, Словакия е проведена първата масова демонстрация от 80-те срещу комунистическия режим в Чехословакия.
- 29 март – В Париж е убит представителя на Африканския национален конгрес Дулчи Семтембър.

### Април
- 10 април – Открит е моста Сето в Япония.
- 11 април – „Последният император“, режисиран от Бернардо Бертолучи печели 9 Оскара.
- 12 април – Бившия певец Сони Боно е избран за кмет на Палм Спрингс (Калифорния).
- 14 април – На Женевската конференция СССР обещава да изтегли войските си от Афганистан.
- 16 април – Във Форли, Италия член на Червените бригади убива сенатор Роберто Руфили, съветник на премиера Чирако де Мита.
- 25 април – В Израел Иван Демянюк е осъден на смърт за военни престъпления извършени по време на Втората Световна Война. Обвинението е повдигнато от оцелели от Треблинка. Присъдата е отменена от Върховния съд на Израел.
- 28 април – Близо до Мауи, Хаваи, стюардесата Кларабел „C.B.“ Лансинг е издухана от полет 243 на „Алоха Еърлайнс“, „Боинг 737“, когато част от фюзелажа на самолета се разкъсва по време на полет. Тялото ѝ така и не е намерено.
- 30 април – Селин Дион печели Евровизия за Швейцария с „Ne partez pas sans moi“.

### Май
- 4 май – В Хендерсън (Невада) избухва фабрика за производство на ракети.
- 9 май – Вулканът на о-в Апи в Индонезия изригва, 8000 души са евакуирани.
- 15 май – Война в Афганистан (1979 – 1989): След повече от 8 години Червената армия започва да се изтегля от Афганистан.
- 16 май – Доклад на К. Еверет Куп показва, че пристрастяването към никотин е подобно на това към хероин и кокаин.
- 27 май – Майкрософт пускат Windows 2.1.

### Юни
- 5 юни – Първият Ден на оцелелите от рак.
- 6 юни – Карлица Елизабет II отнема на жокея Лестър Пигът Ордена на Британската империя, след което последва неговия арест за данъчни измами.
- 11 юни – На стадион Уембли е проведен концерт с участието на музиканти, комици и филмови звезди по случай 70-годишнината на затворения лидер на Африканския национален конгрес Нелсън Мандела.

### Юли
- 3 юли – Завършен е моста Фатих Султан Мехмет в Истанбул, който осигурява втора връзка между Европа и Азия над Босфора.
- 6 юли – Експлозия унищожава нефтената платформа Пайпър Алфа в Северно море; загиват 165 работници и 2 души от спасителния отряд.
- 14 юли – Затваря врати заводът на Фолксваген в Уестморленд (окръг, Пенсилвания), след десет години работа; това е първата не-американска автомобилна фабрика в САЩ).
- 16 юли – Трейси Полън и Майкъл Джей Фокс сключват брак в Уест Маунтин Ин в Арлингтън, Вермонт.

### Август
- 5 август – Алама Ариф Хюсейн Хусейни, лидерът на шиитските мюсюлмани в Пакистан е убит в Пешавар.
- 5 август – Малайзийската конституционна криза кулминира в свалянето от власт на Председателя на върховния съд в Малайзия.
- 8 август – Хиляди протестиращи в Бурма са убити по време на антиправителствена демонстрация.
- 19 август – Ирано-иракска война: Подписано е примирие между Иран и Ирак.
- 20 август – Ирано-Иракската война приключва. Жертвите от нея наброяват 1 милион души.
- 25 август – Пожар унищожава част от историческата част на Лисабон.
- 26 август – Мехран Карими Насери, „Човекът терминал“, остава на летище „Шарл дьо Гол“, Париж. Той успява да си тръгне на 1 август 2006 г.
- 31 август – Самолетът при полет 1141 на „Делта Еър Лайнс“ се разбива малко след излитане от общинското летище „Джаксън“ в Джаксън и убива 14 души.

### Септември
- 11 септември – В Естония 300 000 души правят демонстрации за независимост.
- 12 септември – Ураганът Гибърт опустошава Ямайка, а два дни по-късно и полуостров Юкатан; щетите възлизат на около $5 милиарда.
- 15 септември – След сблъсък с ято птици двигателите на самолета на полет 604 на „Етиопиън Еърлайнс“ губят тяга, което принуждава екипажа да кацне аварийно по корем на близкото летище. Умират 35 души.
- 17 септември – 2 октомври – Провеждат се Летни олимпийски игри в Сеул, Южна Корея.
- 29 септември – Мисия STS-26: Със совалката Дискавъри, НАСА подновяват полетите със совлаки, които са спрени след катастрофата на Чалънджър.

### Октомври
- 5 октомври – Хиляди бунтове в Алжир, Алжир срещу правителството на Националния Освободителен Фронт; до 10 октомври армията убива около 500 души, спирайки бунтовете.
- 5 октомври – Чилийският президент Аугусто Пиночет е победен в национален плебисцит по въпроса трябва ли да започне нов негов мандат.
- 19 октомври – Великобритания забранява излъчването на интервюта с членове на ИРА. ББС заобикаля забраната като използва вместо членове на ИРА актьори.
- 19 октомври – Самолетът при полет 113 на „Индиан Еърлайнс“ се разбива при последния си заход към летището в Ахмедабад и убива 133 от 135-те души на борда.
- 27 октомври – Роналд Рейгън решава да събори американското посолство в Москва, заради многото подслушвателни устройства в структурата.
- 28 октомври – 48 часа след като обявява забраната за производство на Мифепристон, френския производител Росел Уклаф заявява, че производството ще бъде възстановено.

### Ноември
- 2 ноември – Чрез интернет е пуснат Червея на Морис – първия компютърен червей, създаден от Робърт Тейпън Морис.
- 8 ноември – Денят на изборите в САЩ; Джордж Х. У. Буш печели срещу Майкъл Дукакис.
- 15 ноември – В СССР е изстреляна космическата совалка Буран от ракетата Енергия; това е първата и последна мисия на совалката.
- 15 ноември – Израелско-Палестински конфликт: Провъзгласена е независима палестинска държава от Палестинския Национален Съвет в Алжир.
- 16 ноември – Върховния съвет на Естонската съветска социалистическа република обявява, че Естония е суверена, но не я обявява за независима.
- 22 ноември – В Палмдейл е разкрит за обществеността първия прототип на бомбардировача стелт B-2.

### Декември
- 7 декември – Арменското земетресение с магнитуд 6,8 убива близо 25 000 души, ранените са 15 000, а 400 000 души остават без дом.
- 11 декември – Самолет „Илюшин Ил-76“ на Съветските ВВС се разбива и убива 77 души, докато участва в хуманитарната помощ след земетресението в Армения от 11 декември.
- 21 декември – Самолетът при полет 103 на „Пан Ам“ е взривен над шотландското селце Локърби, загиват всички 258 души на борда на самолета и 17 души на земята.

## Родени
- ? – Ивайло Филев, български щангист
- ? – Станилия Стаменова, българска състезателка по кану-каяк
- 2 януари 
  - Васил Костов, български футболист
  - Джони Еванс, ирландски футболист
- 8 януари – Павел Виданов, български футболист
- 10 януари – Симге Тертемиз, турска актриса
- 13 януари 
  - Томас Ринкон, венецуелски футболист
  - Яник Боли, френски футболист
- 16 януари – Никлас Бентнер, датски футболист
- 17 януари – Венцислав Тоцев, български журналист
- 19 януари – Юсеф Идриси, френски футболист
- 25 януари – Татяна Головин, френска тенисистка
- 31 януари – Сидни Сам, германски футболист
- 9 февруари 
  - Пламен Колев, български футболист
  - Хазал Филиз Кючюккьосе, турска актриса
- 10 февруари 
  - Даниил Ратников, естонски футболист
  - Фуко, японски фотомодел
  - Християн Димитров, български пистов състезателен пилот
- 14 февруари – Анхел ди Мария, аржентински футболист
- 16 февруари – Ким Су-хьон, южнокорейски актьор
- 20 февруари 
  - Риана, барбадоска певица
  - Янко Сандански, български футболист
- 21 февруари – Дженк Гьонен, турски футболист
- 25 февруари – Иван Иванов, български футболист
- 1 март – Вангел Алтипармаковски, футболист от Р Македония
- 2 март 
  - Вито Маноне, италиански футболист
  - Матю Мичъм, австралийски спортист
- 4 март – Ермес Паломино, венецуелски футболист
- 6 март – Марина Еракович, новозеландска тенисистка
- 10 март – Николай Дюлгеров, български футболист
- 22 март 
  - Таня Реймънд, американска актриса
  - Тобиас Зипел, германски футболист
- 25 март – Магдалена Джанаварова, българска поп певица
- 27 март 
  - Бренда Сонг, американска акртиса
  - Джеси Джей, английска певица
- 28 март – Яни Пехливанов, български футболист
- 6 април – Кристиан Тибони, италиански футболист
- 9 април 
  - Александър Събев, български футболист
  - Ахмед Белбер, български футболист
  - Родриго Рохас, парагвайски футболист
- 10 април – Иван Ракитич, хърватски футболист
- 12 април 
  - Джеси Джеймс, американска певица
  - Янис Пападопулос, гръцки шахматист
- 13 април – Андерсон Луиш де Абреу Оливейра, бразилски футболист
- 15 април – Галин Иванов, български футболист
- 16 април – Весела Бонева, българска певица
- 19 април – Диего Буонаноте, аржентински футболист
- 22 април 
  - Даниел Павлович, швейцарски футболист
  - Христо Лемперов, български футболист
- 26 април – Рауф Мамедов, азербайджански шахматист
- 5 май – Адел, английска певица
- 11 май – Криско, български рап певец
- 12 май – Марсело, бразилски футболист
- 17 май – Ники Рийд, американска актриса и сценаристка
- 18 май – Галя Желязкова, български политик и икономист
- 19 май – Юлиян Куртелов, български футболист
- 23 май – Морган Пресел, американска състезателка по голф
- 2 юни 
  - Васил Божиков, български футболист
  - Серхио Агуеро, аржентински футболист
- 7 юни 
  - Георги Самандов, български политик и инженер
  - Екатерина Макарова, руска тенисистка
  - Павлин Кръстев, български политик и инженер
- 9 юни – Сократис Папастатопулос, гръцки футболист
- 11 юни – Клеър Холт, австралийска актриса
- 13 юни – Христо Спасов, български футболист
- 17 юни – Деян Джерманович, словенски футболист
- 21 юни – Десислава Младенова, българска тенисистка
- 23 юни – Андрей Гридин, казахстански състезател по ски бягане и ултрамаратонец
- 28 юни – Николай Михайлов, български футболист
- 30 юни – Антон Огнянов, български футболист
- 3 юли 
  - Уинстън Рийд, новозеландски футболист
  - Владимир Зомбори, български актьор
- 13 юли 
  - Васил Калоянов, български футболист
  - Георги Стефанов, български футболист
- 16 юли – Серхио Бускетс, испански футболист
- 20 юли – Светослав Петров, български футболист
- 26 юли – Марин Александов Петров, български футболист
- 30 юли – Мариян Огнянов, български футболист
- 1 август 
  - Неманя Матич, сръбски футболист
  - Олия Тира, молдовска певица
  - Иван Думиника, молдовски историк от български произход
- 2 август – Филип Станимиров Филипов, български футболист
- 4 август – Том Паркър, британски певица (The Wanted)
- 5 август – Джайлс Барнс, английски футболист
- 8 август 
  - Велин Дамянов, български футболист
  - Марин Босиочич, хърватски шахматист
  - Никол Станкулова, българска тв водеща
  - Орлин Орлинов, български футболист
- 9 август – Станиславс Пихоцкис, латвийски футболист
- 11 август – Тодор Стоев, български футболист
- 12 август – Радослав Димитров, български футболист
- 17 август – Йохана Ларсон, шведска тенисистка
- 18 август 
  - Катарина Ивановска, фотомодел от Република Македония
  - Джи-Драгън, певец, част от групата Биг Бенг
- 19 август – Виктория Кутузова, украинска тенисистка
- 21 август – Роберт Левандовски, полски футболист
- 23 август – Олга Говорцова, беларуска тенисистка
- 24 август – Рупърт Гринт, британски актьор
- 26 август – Тори Блек, американска порнографска актриса
- 2 септември 
  - Димитрий Овчаров, украински спортист
  - Хави Мартинес, испански футболист
- 3 септември 
  - Жером Боатенг, германски футболист
  - Карла Суарес Наваро, испанска тенисистка
- 5 септември – Димитър Илиев, български футболист
- 6 септември – Валентин Йотов, български шахматист
- 7 септември 
  - Артноур Смаурасон, исландски футболист
  - Крейг Линдфийлд, английски футболист
- 8 септември – Густав Шефер, немски барабанист
- 9 септември – Басем Амин, египетски шахматист
- 15 септември – Челси Кейн, американска певица
- 17 септември – Александър Хаджиангелов, български актьор
- 18 септември – Юичи Сугита, японски тенисист
- 23 септември – Хуан Мартин дел Потро, аржентински футболист
- 25 септември – Димитър Илиев, български футболист
- 27 септември – Иво Аръков, български актьор
- 28 септември 
  - Атанас Курдов, български футболист
  - Марин Чилич, хърватски тенисист
- 30 септември – Николай Петров, български футболист
- 1 октомври – Кариба Хайн, австралийска актриса и танцьорка
- 2 октомври – Заша Котиш, германски футболист
- 4 октомври 
  - Дерик Роуз, американски баскетболист
  - Магдалена Рибарикова, словашка тенисистка
- 13 октомври – Вацлав Пиларж, чешки футболист
- 14 октомври
  - Джейда Атеш, турска актриса
  - Месут Йозил, немски футболист
- 22 октомври 
  - Фарес Брахими, френски футболист
  - Янко Георгиев, български футболист
- 27 октомври – Виктор Генев, български футболист
- 31 октомври – Себастиен Буеми, швейцарски пилот от Формула 1
- 2 ноември – Юлия Гьоргес, германска тенисистка
- 3 ноември – Ангъс Макларън, австралийски актьор
- 5 ноември – Билял Мустафов, български футболист
- 7 ноември – Александър Долгополов, украински тенисист
- 8 ноември – Адриана Николова, българска шахматистка
- 9 ноември – Венцислав Христов, български футболист
- 25 ноември 
  - Карлен Мъкърчан, арменски футболист
  - Лалонде Гордън, лекоатлет от Тринидад и Тобаго
- 26 ноември – Тамсин Еджъртън, английска актриса
- 27 ноември 
  - Андрей Гълъбинов, български футболист
  - Маргарита Чомакова, българска спортистка
- 4 декември – Дарин Тодоров, български футболист
- 9 декември – Жорж Манджек, камерунски футболист
- 12 декември – Мария Оряшкова, българска състезателка по самбо и джудо
- 14 декември – Ванеса Хъджинс, американска певица
- 19 декември 
  - Алексис Санчес, чилийски футболист
  - Димо Бакалов, български футболист
- 25 декември – Жоао Натаилтон Рамос дос Сантос-Жоаозиньо, бразилски футболист
- 29 декември – Агнеш Саваи, унгарска тенисистка
- 30 декември – Ян Меля, полски изследовател

## Починали
- Георги Кардашев, български футболист (* 1925 г.)
- Георги Чакъров, български футболист (* 1933 г.)
- Димитър Тодоров-Жарава, български художник (* 1901 г.)
- Йела Льовенфелд, германски психоаналитик (* 1902 г.)
- Мино Станков, сърбомански войвода (* 1895 г.)
- Моше Дворецки, български актьор (* 1922 г.)
- Нели Доспевска, българска преводачка (* 1915 г.)
- Тодор Берберов, български преводач (* 1911 г.)
- Фируз Демир, политик от Социалистическа република Македония (* 1923 г.)
- 2 януари – Фриц Хайдер, австрийски психолог (* 1896 г.)
- 3 януари – Гастон Ейскенс, фламандски политик (* 1905 г.)
- 3 януари – Розе Ауслендер, австрийска поетеса (* 1901 г.)
- 5 януари – Пийт Маравич, американски баскетболист (* 1947 г.)
- 7 януари – Венко Марковски, български писател (* 1915 г.)
- 8 януари – Тодор Дермонски, български футболист (* 1910 г.)
- 12 януари – Пиеро Таруфи, италиански автомобилен състезател (* 1906 г.)
- 11 януари – Изидор Раби, американски физик (* 1898 г.)
- 14 януари
  - Георги Георгиев, български археолог (* 1917 г.)
  - Георгий Маленков, съветски политик (* 1902 г.)
  - Камен Калчев, български писател (* 1914 г.)
- 15 януари – Шон Макбрайд, ирландски политик (* 1904 г.)
- 18 януари – Росен Босев, български белетрист (* 1946 г.)
- 23 януари – Банчо Банчевски, български оперетен певец (* 1906 г.)
- 28 януари – Клаус Фукс, немски физик (* 1911 г.)
- 15 февруари – Ричард Файнман, американски физик, лауреат на Нобелова награда за физика през 1965 г. (* 1918 г.)
- 16 февруари – Павел Попов, български агроном (* 1902 г.)
- 19 февруари – Андре Курнан, американски физиолог и нобелист (* 1895 г.)
- 24 февруари – Блюма Зейгарник, руска психоложка (* 1900 г.)
- 3 март – Сюъл Райт, американски генетик (* 1889 г.)
- 8 март – Хенрик Шеринг, мексикански цигулар (* 1918 г.)
- 9 март – Курт Георг Кизингер, германски политик (* 1904 г.)
- 25 март – Пьотър Галперин, съветски психолог (* 1902 г.)
- 27 март – Рубен Аврамов, български политик (* 1900 г.)
- 7 април – Илия Пейков, български художник (* 1911 г.)
- 12 април – Алън Пейтън, южноафрикански писател (* 1903 г.)
- 21 април – Воислав Илич, критик от СР Македония (* 1916 г.)
- 25 април
  - Борис Кременлиев, американски композитор (* 1911 г.)
  - Клифърд Саймък, американски писател (* 1904 г.)
- 27 април – Карлос Кастанеда, американски автор (* 1925 г.)
- 28 април – Георги Томалевски, български писател (* 1897 г.)
- 6 май – Марин Христов, български художник (* 1922 г.)
- 8 май – Робърт Хайнлайн, американски писател (* 1907 г.)
- 18 май – Доус Бътлър, американски актьор (* 1916 г.)
- 24 май
  - Алексей Лосев, руски философ (* 1893 г.)
  - Серафим Северняк, български писател (* 1930 г.)
- 27 май – Ернст Руска, немски физик (* 1906 г.)
- 2 юни – Радж Капур, индийски филмов актьор (* 1924 г.)
- 10 юни – Неджати Зекирия, писател от Р Македония (* 1928 г.)
- 13 юни – Никола Димитров, български футболист (* 1908 г.)
- 23 юни
  - Мартин Грегор-Делин, немски писател (р. 1926 г.)
  - Хенри Мъри, американски психолог (* 1893 г.)
- 24 юни – Михай Бенюк, румънски поет (* 1907 г.)
- 25 юни – Хилел Словак, американски китарист на Ред Хот Чили Пепърс (* 1962 г.)
- 12 юли – Джошуа Логън, американски писател (* 1908 г.)
- 18 юли – Нико, германска певица (* 1938 г.)
- 2 август – Реймънд Карвър, американски писател (* 1938 г.)
- 5 август – Колин Хигинс, американски сценарист (* 1941 г.)
- 6 август – Анатолий Левченко, съветски космонавт (* 1941 г.)
- 14 август
  - Атанас Яранов, български художник (* 1940 г.)
  - Енцо Ферари, основател на Ферари (* 1898 г.)
- 25 август – Франсоаз Долто, френска детска лекарка (* 1908 г.)
- 1 септември – Луис Алварес, американски физик, лауреат на Нобелова награда за физика през 1968 г. (* 1911 г.)
- 5 септември – Петър Ширилов, писател от СРМ
- 10 септември
  - Александър Георгиев, инженер от СР Македония (* 1912 г.)
  - Вирджиния Сатир, американска авторка (* 1916 г.)
- 22 септември – Крум Христов, български дипломат (* 1906 г.)
- 26 септември – Бранко Зебец, хърватски футболист (* 1929 г.)
- 29 септември – Чарлз Адамс, американски художник (* 1912 г.)
- 11 октомври – Атанас Стойков, български изкуствовед (* 1919 г.)
- 16 октомври
  - Мюзафер Шериф, американски психолог (* 1906 г.)
  - Надя Кехлибарева, българска поетеса (* 1933 г.)
- 20 октомври – Тодор Генов, български драматург (* 1903 г.)
- 22 октомври – Крум Христов, български дипломат
- 27 октомври – Лада Бояджиева, български режисьор (* 1927 г.)
- 3 ноември – Круме Кепески, граматик на македонския литературен език (* 1908 г.)
- 8 ноември
  - Димитрис Агорастис, гръцки скулптор (* 1903 г.)
  - Йосиф Варненски и Преславски, български духовник (* 1900 г.)
- 19 ноември – Асен Кожаров, български философ (* 1911 г.)
- 22 ноември – Ерих Фрид, австрийски поет
- 28 ноември – Илия Стоилов, български общественик (* 1907 г.)
- 4 декември – Владимир Полянов, български писател (* 1899 г.)
- 6 декември – Рой Орбисън, рокендрол музикант (* 1936 г.)
- 7 декември – Мирон Иванов, български сценарист (* 1931 г.)
- 9 декември – Мишо Николов, български виолончелист (* 1903 г.)
- 10 декември – Ричард Кастелано, американски актьор (* 1933 г.)
- 16 декември – Силвестър, американски певец
- 23 декември – Иван Обретенов, български актьор (* 1924 г.)
- 26 декември – Херлуф Бидструп, датски карикатурист (* 1912 г.)
- 29 декември – Майк Бютлър, пилот от Формула 1 (* 1940 г.)
- 31 декември – Джеймс Робъртсън, американски кинодеец (* 1911 г.)

## Нобелови награди
- Физика – Леон Ледерман, Мелвин Шварц, Джак Стайнбъргър
- Химия – Йохан Дайзенхофер, Робърт Хубер, Хартмут Михел
- Физиология или медицина – Джеймс Блек, Гъртруд Елион, Джордж Хичингс
- Литература – Наджиб Махфуз
- Мир – Международни сили на ООН за поддържане на мира
- Икономика – Морис Але